# Profumo (serie televisiva)
Profumo (Parfum) è una serie televisiva tedesca di genere thriller basata sul romanzo 
Il profumo di Patrick Süskind e diretta da Philipp Kadelbach. Viene trasmessa dal 14 novembre 2018 su ZDFneo.
In Italia, la prima stagione è stata interamente pubblicata il 21 dicembre 2018 sul servizio video on demand Netflix.

## Trama
Il cadavere di una donna di nome Katharina viene ritrovato nella regione del Basso Reno, in Germania, con i capelli ed i peli pubici e ascellari rimossi. Gli investigatori Nadja Simon e Matthias Köhler e il procuratore Grünberg, con cui Nadja ha una relazione clandestina, incontrano cinque ex studenti che conoscevano la vittima fin dai tempi della scuola. Inoltre, viene messo a fuoco il caso irrisolto di un ragazzo scomparso. Quando viene trovato il suo corpo, ha le stesse mutilazioni della prima vittima. Anche una prostituta viene uccisa e sfigurata nello stesso modo. Gli investigatori dovranno quindi venire a capo degli omicidi, in una fitta trama di mistero e sangue.

## Episodi
| nº | Titolo originale    | Titolo italiano   | Prima TV Germania | Pubblicazione Italia |
| -- | ------------------- | ----------------- | ----------------- | -------------------- |
| 1  | Ambra               | Ambra grigia      | 14 novembre 2018  | 21 dicembre 2018     |
| 2  | Skatol              | Scatolo           | 14 novembre 2018  | 21 dicembre 2018     |
| 3  | Synthese            | Sintesi           | 21 novembre 2018  | 21 dicembre 2018     |
| 4  | Die dritte Substanz | La terza sostanza | 21 novembre 2018  | 21 dicembre 2018     |
| 5  | Herzakkord          | Le note del cuore | 28 novembre 2018  | 21 dicembre 2018     |
| 6  | Fesselung           | La cattura        | 28 novembre 2018  | 21 dicembre 2018     |

## Produzione

### Riprese
Le riprese si sono svolte tra il 2 agosto e il 5 dicembre 2017. La serie è stata girata nel castello di Heessen ad Hamm, che fungeva da collegio immaginario di St. Lawrence, a Duisburg nel cimitero del tesoro e nel castello di Eibach a Lindlar. Sebbene la serie sia ambientata sul Reno, non è stata girata lì. Gran parte delle riprese sono state realizzate a Colonia, nel Land Bergisches e nelle Hautes Fagnes vicino ad Aquisgrana.